# لا بارا (جبل)
لا بارا (بالإنجليزية: La Para)‏ هو أحد جبال سلسلة جبال الألب البرنية وجزء من القمة الأم لي تارينت يقع في كانتون فود, سويسرا. يبلغ ارتفاع الجبل حوالي 2540 متر، بينما يبلغ ارتفاع نتوء الجبل 90 متر.